# Mexique aux Jeux olympiques d'hiver de 2018
Le Mexique participe aux Jeux olympiques d'hiver de 2018 à Pyeongchang en Corée du Sud du 9 au 25 février 2018. Il s'agit de sa neuvième participation à des Jeux d'hiver.
La skieuse alpine Sarah Schleper sera la porte-drapeau mexicaine.

## Participation
Aux Jeux olympiques d'hiver de 2018, les athlètes de l'équipe du Mexique participent aux épreuves suivantes : 
| Sport           | Hommes | Femmes | Total |
| --------------- | ------ | ------ | ----- |
| Ski alpin       | 1      | 1      | 2     |
| Ski de fond     | 1      | 0      | 1     |
| Ski acrobatique | 1      | 0      | 1     |
| Total           | 3      | 1      | 4     |